# Carl Marinus Reisz
Carl Marinus Reisz, född den 6 februari 1829 i Viborg, död den 18 juli 1902 i Köpenhamn, var en dansk läkare.
Reisz blev 1855 medicine kandidat och 1858 doktor samt 1863 lektor vid universitetet och var 1868–1899 professor. Han föreläste först i patologi, sedan 1873 i terapi och var därjämte överläkare vid Frederiks Hospital till 1892. Reisz var en utmärkt lärare (själv en hänförd lärjunge till Rudolf Virchow) och förstod att väcka intresse för vetenskapen. Därjämte var han en mycket anlitad läkare, särskilt i fråga om strup- och bröstsjukdomar. Han var medredaktör av "Nordiskt medicinskt arkiv" alltifrån dess början 1869 och en av stiftarna av Forening for ligbrænding 1881. Reisz skrev bland annat tre universitetsprogram (1886, 1894 och 1899) om tuberkulos och dess behandling.

## Fotnoter
1. 1 2  Dansk Biografisk Lexikon, Dansk biografisk Leksikon-ID: Carl_Reisz, läs online.[källa från Wikidata]
2. ↑  läs online, universitetshistorie.ku.dk .[källa från Wikidata]